# Olin Dutra
Olin Dutra (17 januari 1901 - 5 maj 1983) var en amerikansk professionell golfspelare.
Dutra spelade på den amerikanska PGA-touren under slutet av 1920-talet och på 1930-talet och han vann totalt 19 tävlingar. Han var mest framstående under 1930-talet då han vann 1932 års PGA Championship och 1934 års US Open på Merion. Han deltog även i 1933 och 1935 års Ryder Cup. I PGA Championship 1932, som spelades som match på den tiden, spelade Dutra 196 hål och slutade på 19 slag under par. Han vann sina matcher med 9-8, 5-3, 5-4, 3-2 och 4-3.
| Majorsegrare genom tiderna                                                                                   |            |            |                |                  |
| 200 olika spelare har vunnit i herrarnas majortävlingar. Olin Dutra var den 55:e spelaren som vann en major. |            |            |                |                  |
| 1:a | 54:e       | 55:e       | 56:e           | 200:e            |
| Willie Park Sr                                                                                               | Tom Creavy | Olin Dutra | Johnny Goodman | Louis Oosthuizen |
| Lista över golfens majorsegrare                                                                              |            |            |                |                  |